# Verbena platensis
Verbena platensis — вид трав'янистих рослин родини Вербенові (Verbenaceae), Поширений у пд. Бразилії, Болівії, пн. Аргентині, Парагваї, Уругваї.

## Опис
Трава з дерев'янистою основою, густо волосато-залозиста, 30–40 см заввишки, стебла стеляться з висхідними квітковими гілками. Листки сидячі або короткочерешкові, черешок менше 10 мм, листові пластини 20–60 × 10–20 мм, цілісні, вузько яйцюваті, верхівка гостра, основа клиноподібна, поля нерегулярно зубчасті до вершини, верхня поверхня з короткими жорсткими притиснутими волосками, нижня — густо волосато-залозиста.
Суцвіття — щільні багатоквіткові колоски, збільшені в плодоношенні. Квіткові приквітки 4.5–7  мм, жорстковолосато-залозисті, вузько яйцюваті з гострою верхівкою. Чашечка довжиною 10–17 мм, густо волосато-залозиста над жилками, зубчики 1–2 мм. Віночок 18–25 мм, зовні довговолосистий із залозистими волосками, білий, іноді блідо-рожевий зрілий.

## Поширення
Поширений у пд. Бразилії, Болівії, пн. Аргентині, Парагваї, Уругваї.
Населяє кам'янисті поля, узбіччя, пісок, пагорби, глинисті ґрунти, на висотах від 100 до 2200 м.